# Klungspröding
Klungspröding (Psathyrella pannucioides) är en svampart som först beskrevs av Jakob Emanuel Lange, och fick sitt nu gällande namn av Meinhard (Michael) Moser 1967. Klungspröding ingår i släktet Psathyrella och familjen Psathyrellaceae.  Arten är reproducerande i Sverige. Inga underarter finns listade i Catalogue of Life.